# Marie (Ligny und St. Pol)
Marie de Luxembourg (* 1462 oder 1472; † 1. April 1547 in La Fère) ist die Tochter von Pierre II de Luxembourg, Comte de Saint-Pol, und Margarete von Savoyen (1439–1483), der Tochter des Herzogs Ludwig von Savoyen und Anne de Lusignan.
Als älteste Tochter eines Paares ohne Söhne, die das Erwachsenenalter erreichten, war Marie die Erbin einer Vielzahl von Lehen, darunter die Grafschaften Saint-Pol, Conversano, Marle und Soissons, sowie die Vizegrafschaft Meaux.

## Ehe und Nachkommen
Marie de Luxembourg heiratete 1484 in erster Ehe ihren Onkel Jakob von Savoyen (1450–1486), Graf von Romont und Baron von Waadt. Einziges Kind dieser Ehe ist:
- Françoise de Savoie, † 1511; ⚭ Heinrich III. von Nassau-Breda, Sohn von Johann V. von Nassau-Dillenburg, ohne Nachkommen

Als Witwe heiratete sie am 8. September 1487 François de Bourbon (1470–1495), Comte de Vendôme, Seigneur d’Epernon. Die Kinder aus dieser Ehe sind:
- Charles (* 2. Juni 1489 in Vendôme; † 25. März 1537 in Amiens), Graf und ab 1515 Herzog von Vendôme, der Großvater von Heinrich IV. von Frankreich
- Jacques (* 6. Juli 1490; † 16. August 1491)
- François (* 6. Oktober 1491; † 1. September 1545), Graf von St. Pol, durch Heirat Herzog von Estouteville; ⚭ Adrienne d’Estouteville
- Louis (* 2. Januar 1493; † 11. März 1557), Vizegraf von Meaux, Erzbischof von Sens, Kardinal
- Antoinette (* 25. Dezember 1494; † 22. Januar 1583); ⚭  9. Juni 1513 in Paris Claude de Lorraine, erster Herzog von Guise
- Louise (* 1. Mai 1495 in La Fère; † 21. September 1575), Äbtissin von Fontevrault

## Leben
Mit dem Tod ihres zweiten Ehemanns übernahm sie die Vormundschaft für ihre Kinder und die Regentschaft der Grafschaft Vendôme, deren Nießbrauch sie hatte. Als Entschädigung nach dem Damenfrieden von 1529, der sie flämische Lehen kostete, erhielt sie von König Franz I. im Jahre 1530 das Herzogtum Valois, dessen Gouverneur (zusammen mit der Picardie und der Île-de-France) ihr Sohn Charles war, die Grafschaft Montfort-l’Amaury, sowie nach einigen Quellen die Grafschaft Castres als Nießbrauch. Nach "La Fère, son histoire" war ihr unmittelbarer Erbe ihr Enkel Antoine de Bourbon, Herzog von Vendôme.
Marie de Luxembourg war eine aktive und kultivierte Frau, bescheiden und in gutem Einvernehmen mit den Höfen in Paris und Brüssel. Ungefähr 150 Personen standen zu ihren Diensten, ihre Ressourcen waren immens, aber sie nutzte sie mit großer Intelligenz. Sie war in der Lage, große Reisen zu unternehmen, so dass es ihr möglich war, ihre Dinge selbst zu regeln. Sie baute in La Fere das Schloss, gründete das Kloster und unterhielt das Hôtel-Dieu, baute die Hallen von Condé-en-Brie, unterstützte das Kollegiatstift in Vendôme und soll die Stickerei im Vendômois eingeführt haben. 1529 initiierte sie die Glasmanufaktur von Saint-Gobain.
In ihrer Residenz in Saint-Pol wurde 1529 der „Damenfrieden von Cambrai“ zwischen dem Kaiser und dem König von Frankreich geschlossen, den ihre Cousinen, die Schwägerinnen Margarete von Österreich und Luise von Savoyen, unterzeichneten.
Marie de Luxembourg ist die Urgroßmutter von König Heinrich IV., Henri I. de Lorraine, duc de Guise, Maria Stuart, Henri I. de Bourbon, prince de Condé, Charles de Bourbon, comte de Soissons, Henri I. d’Orléans, duc de Longueville und Henriette de Clèves, duchesse de Nevers et Rethel.